# David Spedding
Sir David Rolland Spedding KCMG, CVO, OBE (* 7. März 1943; † 13. Juni 2001) war ein britischer Nachrichtendienstmitarbeiter und zuletzt zwischen 1994 und 1999 Leiter des Auslandsgeheimdienstes Secret Intelligence Service (SIS).

## Leben
Spedding wurde 1967 Mitarbeiter des auch MI6 oder Secret Service genannten Secret Intelligence Service und fand in den folgenden Jahren Verwendung als Nachrichtendienstmitarbeiter im Libanon und danach von 1972 bis 1974 in Chile, wo er offiziell Zweiter Sekretär der Britischen Botschaft war. Dabei handelte es sich um eine Position, die später zu der Spekulation führte, dass ihm im Vorfeld ein mögliches Komplott der Vereinigten Staaten gegen den gewählten sozialistischen Präsidenten Salvador Allende bekannt war, der letztlich von General Augusto Pinochet am 11. September 1973 gestürzt wurde.
Nach Beendigung dieser Tätigkeit war er in den Vereinigten Arabischen Emiraten und Jordanien tätig und wurde dabei zu einem Nachrichtendienstspezialisten für den Terrorismus im Nahen Osten.
1994 wurde Spedding als Nachfolger von Sir Colin McColl Leiter des SIS, dessen tatsächliche Existenz vom Foreign and Commonwealth Office bis zu diesem Zeitpunkt auch nicht offiziell bestätigt wurde. Spedding war nicht nur der jüngste Leiter seit der Gründung 1909, sondern auch der erste Leiter des MI6, der kein Spezialist für die Sowjetunion war, was mit der vorherigen Schwerpunktsetzung der Arbeit des Auslandsgeheimdienstes mit der Zeit des Kalten Krieges begründet war. 1996 wurde er zum Knight Commander des Order of St Michael and St George geschlagen und führte fortan das Prädikat Sir.
Innerhalb des SIS und der Regierung war er wie seine Vorgänger als „C“ wie Chef bekannt und damit auch die Inspiration für „M“, den Leiter des Geheimdienstes in den Büchern und Verfilmungen von Ian Flemings James Bond. 1998 lud er die Filmschauspielerin Dame Judi Dench, die Darstellerin von „M“ in zahlreichen James-Bond-Filmen, zu einem Weihnachtsessen ein, nachdem diese Interesse daran zeigte, den wahren Leiter des SIS kennenzulernen. Der Leiter des SIS ist der einzige Mitarbeiter des Geheimdienstes, der seine Anmerkungen mit grüner Tinte schreibt und zugleich der einzige Mitarbeiter, dessen Identität öffentlich bekannt gemacht wird, wobei Spedding auch die Veröffentlichung seiner Fotografie gestattete.
1999 schied er als Leiter des SIS aus und wurde von Richard Dearlove abgelöst. Nur einige Zeit später starb er im Alter von 58 Jahren an Lungenkrebs.